# Hiroshi Yoneyama
Hiroshi Yoneyama (n. 23 martie 1909, Prefectura Ibaraki, Japonia – d. 24 ianuarie 1988) a fost un înotător japonez, medaliat olimpic. A participat la o ediție a Jocurilor Olimpice (1928) în care a câștigat o medalie de argint.

## Participări
Lista de mai jos prezintă principalele competiții la care a participat Hiroshi Yoneyama de-a lungul carierei.
- swimming at the 1928 Summer Olympics – men's 4 × 200 metre freestyle relay[*]